# 汪梧鳳
汪梧鳳（1726年—1771年），字在湘，號松溪，自號不疏园主人，安徽歙县西溪人，清代學者。

## 生平
汪景晃之孫，父汪泰安，好讀書，“活事毕，则篝灯阅书史至丙夜膏尽乃止。”汪梧鳳先後師從方樸山、江永，又向劉大櫆學習古文。藏书极富。乾隆十七年秋，戴震經汪松岑的介紹，前往不疏园教課汪梧鳳之子汪灼，次年戴震亦介紹江永來此講學。著有《松溪文集》、《诗学女为》。